# قصر لاتيرانو

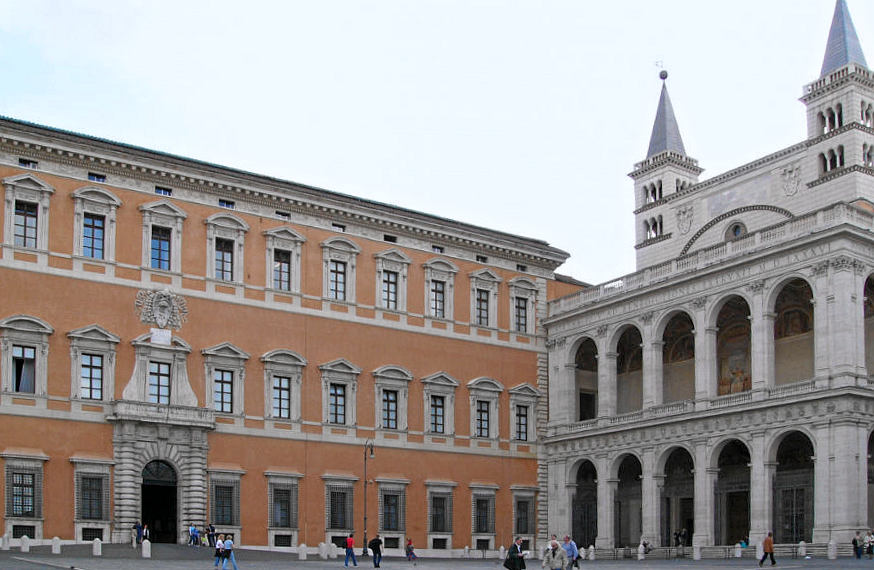
قصر لاتيرانو على اليسار وكاتدرائية سان جيوفاني على اليمين.

قصر لاتيرانو (بالإيطالية: Palazzo Laterano)‏ أو رسمياً القصر الرسولي للاتيران هو قصر أثري من الإمبراطورية الرومانية وأصبح لاحقاً مقر إقامة البابا. متاخم لكاتدرائية القديس يوحنا اللاتراني في روما في إيطاليا.